# Mark Frechette
Mark Frechette (4 de diciembre de 1947 - 27 de septiembre de 1975)  fue un actor de cine estadounidense-canadiense. Es conocido por interpretar el papel principal en la película Zabriskie Point de 1970, dirigida por Michelangelo Antonioni, en la que fue elegido a pesar de su falta de experiencia como actor. Frechette apareció luego en otras dos películas italianas. También se convirtió en un miembro activo de la comuna del músico y autoproclamado gurú Mel Lyman (1938-1978). Tres años más tarde, fue arrestado tras un intento de robo a un banco; murió en prisión dos años después de su arresto.

## Biografía
Frechette nació de madre irlandesa estadounidense y padre francocanadiense. Tuvo una educación católica y asistió a la escuela secundaria en Fairfield, Connecticut, pero la abandonó. A partir de 1966, viajó ida y vuelta entre Boston y Nueva York con su también joven esposa y su pequeño hijo. Pasó algún tiempo mendigando y haciendo algunos trabajos de carpintería en Boston. Mientras estaba allí, descubrió la comuna de Mel Lyman, la Comunidad de Fort Hill, mientras leía su periódico clandestino Avatar. Los primeros intentos de Frechette de acercarse a Lyman fueron rechazados. 
Frechette fue seleccionado entre miles durante un proceso de casting para Zabriskie Point que duró casi un año. Fue descubierto en Boston por Sally Dennison, asistente y directora de casting de Antonioni, mientras estaba en medio de una discusión a gritos que se volvió violenta en una parada de autobús de Charles Street. Mientras Antonioni estaba de gira por los EE. UU., experimentando de primera mano el choque cultural y filmando imágenes de fondo, Dennison vio a Frechette, un joven y humilde carpintero, gritar y arrojarle una maceta a una mujer en la calle. Otra versión dice que Frechette tuvo una discusión con una persona que estaba en el tercer piso de un edificio de apartamentos encima del suyo, a lo que se hace referencia en muchas entrevistas. "Tiene veinte años y odia", le dijo Dennison a Antonioni. El director eligió inmediatamente a Frechette, un actor no profesional, para el papel principal de la película, como un estudiante inocente perseguido por la policía por el asesinato de un policía durante un levantamiento universitario. Frechette y Antonioni tuvieron fuertes desacuerdos sobre el guion durante el rodaje.
A pesar de que la película fue un fracaso de crítica y taquilla, Frechette disfrutó de un período de considerable publicidad, apareciendo en las portadas de Look  en noviembre de 1969 y Rolling Stone el 7 de marzo de 1970. Apareció en la portada de Sight & Sound y en las portadas de marzo y septiembre de 1970 de Films and Filming, junto con varias otras revistas. También apareció en la edición de noviembre de 1969 de Vogue en una sesión de fotos de moda. Apareció en The Merv Griffin Show junto a Abbie Hoffman cuando este último vistió polémicamente la bandera estadounidense como camiseta y Frechette se peleó con otro invitado, lo que luego se discutió durante su aparición en The Dick Cavett Show en abril de 1970 con su coprotagonista en Zabriskie Point, Daria Halprin. Él y Halprin mantuvieron un romance por un tiempo después de la película y a menudo se los mencionaba como la primera pareja de la contracultura.   Después de ganar fama, Frechette se convirtió en un miembro establecido de la Comunidad de Fort Hill de Lyman. Intentó sin éxito reclutar a Halprin para que se uniera a la comuna.
Frechette apareció en otras dos películas realizadas en Italia y Yugoslavia, Many Wars Ago (Uomini Contro, 1970) y La Grande Scrofa Nera (1971). Donó sus ganancias de 60.000 dólares de Zabriskie Point y las otras películas a la comuna de Fort Hill.

### Robo a un banco en 1973
El 29 de agosto de 1973, él y dos miembros de la comuna de Fort Hill intentaron robar el New England Merchant's Bank en la sección Fort Hill de Roxbury, un barrio de Boston, Massachusetts. Uno del trío, Christopher "Herc" Thein, fue muerto por la policía. Frechette y Sheldon T. Bernhard fueron arrestados y se declararon culpables. Frechette fue condenado a una pena de seis a quince años de prisión. Entró en la prisión estatal de mínima seguridad de Norfolk, Massachusetts.
El director de cine húngaro Dezső Magyar concedió una entrevista a la revista húngara Filmkultura en marzo de 1987 en la que dijo: "Mi primer amigo fue Mark Frechette, protagonista de la película Zabriskie Point. Queríamos hacer una película, adaptar una parte de Crimen y castigo porque nos parecía que Estados Unidos era como un mundo tipo Dostoievski. Mark dijo que conseguiría el dinero en Boston. Me llamaba cada dos días y siempre me aseguraba que casi tenía el dinero. Un día me llamó y me dijo que traería los 5 millones de dólares al día siguiente. ¡Genial! Estaba viendo la televisión por la noche cuando se anunció que... Mark Frechette intentó robar un banco a punta de pistola... y fue arrestado". 

### Muerte
Frechette murió en prisión el 27 de septiembre de 1975, durante un aparente accidente de levantamiento de pesas, cuando alzando 68 kg la barra le cayó sobre el cuello y se asfixió.  Los funcionarios de la prisión no sospecharon nada ilícito. Los amigos pensaron que había estado sufriendo depresión. Tenía 27 años. Está enterrado en el cementerio Mount Feake, Waltham, Massachusetts.

### Legado
En 2008, Michael Yaroshevsky produjo Death Valley Superstar,  una película sobre Frechette.
A principios de la década de 1960, Frechette fue supuestamente una de las varias víctimas de abuso sexual por parte del reverendo Laurence Francis Xavier Brett, de la diócesis católica romana de Bridgeport en Connecticut. 

## Filmografía
| Año  | Título                | Papel             | Notas                         |
| ---- | --------------------- | ----------------- | ----------------------------- |
| 1970 | Zabriskie Point       | Mark              |                               |
| 1970 | Many Wars Ago         | Subteniente Sassu |                               |
| 1971 | La grande scrofa nera | Enrico Mazzara    | (último papel en la película) |